# Simple Intelligence Testing in Dumb Animals
Simple Intelligence Testing in Dumb Animals, auch Simple Intelligence Testing, sind fünf zusammengehörige Gemälde des britischen Street Artist Banksy. Die 91,5 cm × 91,5 cm großen, in Öl auf Leinwand gemalten Bilder stammen aus dem Jahr 2000 und erinnern an einen Comicstrip. Die fünfteilige Reihe zeigt einen Tierversuch mit einem Schimpansen. Dieser sitzt in einem Laborraum vor drei Schränken. Bei dem Intelligenztest geht es darum, versteckte Bananen zu finden. Der Affe öffnet alle drei Schranktüren. Im letzten Schrank findet er die Bananen. Er nimmt sie aus dem Schrank heraus und flieht über eine Gitteröffnung in der Decke.

## Bildbeschreibung
Ein Schimpanse sitzt in einem weißen Laborraum vor drei grünen Schränken. Die drei Schränke stehen in der Mitte des Raumes und füllen knapp ein Drittel des Bildes aus. Der Rest des Bildes ist in Weiß gehalten. Auf dem linken und dem mittleren Schrank liegen zwei rote Kuben. Auf dem rechten Schrank befindet sich eine rote Pyramide. Die Körper sind im Verhältnis zu den Schränken ungefähr ein Drittel so hoch. Alle Bilder dieser Reihe besitzen dieselbe Farbigkeit aus gedeckten Grundtönen, die flächig aufgetragen sind. Auch die daraus resultierende Formsprache zieht sich durch die gesamte Reihe.
Auf dem ersten Bild sieht man, wie der Schimpanse in Seitenansicht vor dem linken Schrank sitzt und die Schranktür öffnet. Sein linker Arm ist ausgestreckt, die Hand hält den Türgriff fest. Der Schimpanse schaut in einen leeren Schrank.
Im zweiten Bild erkennt man, wie der Affe vor dem mittleren Schrank hockt. Die linke und die rechte Schranktür sind geschlossen. Er hat dem Betrachter den Rücken zugewandt, dennoch kann man sein Gesicht im Profil erkennen. Der Schimpanse hält mit seiner linken Hand die Schranktür auf, seine rechte Hand hat er zu einer Faust geballt, die er auf den Boden stützt. Sein Blick wandert in Richtung des Schrankinneren, in dem sich auch dieses Mal keine Bananen befinden.
Das dritte Bild zeigt den Schimpansen vor dem rechten Schrank sitzend, wie beim ersten Bild sieht man ihn von der Seite. Die linke und die mittlere Schranktür sind geschlossen. Der Affe hält mit seiner linken Hand die äußere Schranktür auf. Seine rechte Hand hat er flach auf den Boden gelegt. Das Versuchstier blickt auf die sich im Schrank befindenden Bananen.
Auf dem vierten Bild  hockt der Affe vor den geschlossenen Schränken. Er sitzt in der Mitte des Bildes, dem Betrachter zugewandt. Der Primat hält in seiner rechten und linken Hand jeweils eine Banane. Sein Blick ist in Richtung der Banane gerichtet, die sich in seiner rechten Hand befindet.
Das letzte Bild zeigt den Affen über eine Öffnung in der Decke fliehend. Lediglich sein Schwanz ist zu erkennen, der aus der Deckenöffnung herausschaut. Links neben seinem Schwanz hängt ein Lüftungsgitter herunter. Zu dem Lüftungsschacht ist er über die drei Schränke gelangt, die nun gestapelt sind. Die obere Schranktür ist einen Spaltbreit, die zwei anderen Schränke sind weit geöffnet. Die mittlere Schranktür ist an der oberen Seite aus ihrer Angel gehoben. Der untere Schrank ist auf der Rückseite eingedellt. Die zwei Kuben und die Pyramiden liegen auf dem linken unteren Bildrand, daneben eine Bananenschale.

## Bildinterpretation
Die ersten drei Bilder veranschaulichen, dass der Affe die drei Tresore willkürlich öffnet, ohne dabei den drei Symbolen auf den Tresoren eine Bedeutung zuzumessen. Das instinktgetriebene Tier ist nicht in der Lage, zu erkennen, dass die Bananen in dem rechten Tresor mit der Pyramide sind. Der Affe muss alle Schränke öffnen, um die Bananen zu finden. Auf dem vierten Bild sehen wir, wie der Affe zwei Bananen in seinen Händen hält. Er hat sein Ziel erreicht und die Bananen gefunden. Nach dem vierten Bild wäre somit der Tierversuch beendet. Bei Banksys Versuchsreihe wird dem Schimpansen jedoch bewusst, dass er in einem Labor gefangen ist. Er bricht schließlich mit seiner Verhaltensweise und durchlebt eine Entwicklung.
Während der Affe in den ersten Bildern vor allem als Sinnbild für das Primitive im Allgemeinen steht, treten im fünften Bild paradoxerweise die hier positiv besetzten Konnotationen listig und frech hinzu.
Hier gelingt es dem Affen, aus seinem Gefängnis auszubrechen, indem er die Tresore aufeinanderstapelt und durch die Decke schlüpft. Das fünfte Bild dient als alternatives Ende der Versuchsreihe. Anders als bei üblichen Tierversuchen gibt Banksy dem Affen die Chance, durch die Nutzung von Intelligenz und vorhandenen Mitteln dem Labor zu entfliehen.
Bei Banksy fungiert der Affe als Symbol für den Menschen. Er kritisiert die Sorte Mensch, die nach Normen und Regeln handelt, ohne diese zu werten und eigene Entscheidungen zu treffen. Individuelle Verhaltensweisen werden gesellschaftlichen und politischen Zwängen unterworfen. Die Bildreihe Simple Intelligence Testing in Dumb Animals ist daher als Systemkritik zu verstehen. Banksy gibt den Lösungsansatz im letzten Bild – durch eine intelligente Nutzung der vom System gegebenen Werkzeuge kann dieses unterwandert werden. Banksys Bücher „Banging your head against a brick wall“ sowie „Wall and Peace“ liefern mit dem neben der Bilderreihe stehenden Zitat „A lot of people never use their initiative because no-one told them to“ eine Festigung dieser Interpretation.

## Provenienz
Die Bildreihe wurde im Rahmen der ersten Einzelausstellung, die Banksy von Februar bis April 2000 im Restaurant Severnshed in Bristol abhielt, zum ersten Mal einer breiten Öffentlichkeit gezeigt und verkauft. 
Am 28. Februar 2008 wurden die fünf Bilder bei Sotheby’s für 1.265.120 Dollar versteigert. Der Zuschlag ging an eine unbekannte Privatperson.